# Ilisia maculata
Ilisia maculata là một loài ruồi trong họ Limoniidae. Chúng phân bố ở miền Cổ bắc.

## Hình ảnh
- Tư liệu liên quan tới Ilisia maculata tại Wikimedia Commons